# Loxoblemmus chopardi
Loxoblemmus chopardi är en insektsart som beskrevs av Roger Roy 1965. Loxoblemmus chopardi ingår i släktet Loxoblemmus och familjen syrsor. Inga underarter finns listade i Catalogue of Life.